# Alte Burg (Unterrath)
Die Alte Burg, auch Große Burg genannt, ist eine abgegangene Turmhügelburg (Motte) am Kieshecker Weg in der Kittelbachniederung des Düsseldorfer Stadtteils Unterrath in Nordrhein-Westfalen.
Nach einer intensiven Rodungsperiode in der ersten Hälfte des Mittelalters entstanden um den Königshof herum Motten. In „Rath“ waren dies einerseits abhängige adelige Höfe, darunter die „Große Burg“, „Haus Hain“, „Heiligendonk“, die „Volkardey“, der „Kürten-“, der „Gather-“ und der „Hoferhof“. Diese Rittersitze wurden später zu Bauernhöfen, auf denen Gutspächter lebten. Neben den adligen Höfen entstanden auch freie Höfe wie die „Alte Burg“ und der „Ickter Hof“.
Der heutige Burgstall zeigt keine sichtbaren Reste.